# Теплов, Виталий Владимирович
Виталий Владимирович Теплов (латыш. Vitālijs Teplovs; 20 марта 1970) — советский и латвийский футболист, полузащитник и нападающий. Выступал за сборную Латвии.

## Биография
Воспитанник Рижской футбольной школы и рижской СДЮСШОР. Первые матчи на взрослом уровне сыграл в 1987 году — провёл один матч в Кубке СССР за рижскую «Даугаву» и несколько матчей во второй лиге за «Звейниекс» (Лиепая). Летом 1988 года вернулся в «Даугаву» и сыграл свои первые матчи в первой лиге, а по итогам следующего сезона вместе с командой вылетел во вторую. В 1990 году стал серебряным призёром зонального турнира второй лиги и в последнем сезоне первенства СССР снова выступал в первой лиге за свой клуб, переименованный в «Пардаугаву».
После распада СССР недолго играл в высшей лиге Латвии за «Даугаву-Компар», затем провёл три месяца в клубе первой лиги России «Асмарал» (Кисловодск). В ходе сезона 1992/93 перешёл в клуб второго дивизиона Бельгии «Дист», где выступал три сезона, некоторое время провёл на правах аренды за немецкий клуб «Дюссельдорфер-04».
В 1995 году играл за РАФ (Елгава), с которым стал бронзовым призёром чемпионата Латвии. В первой половине 1996 года играл в первой лиге России за «Нефтехимик» (Нижнекамск), затем перешёл в мальтийский клуб «Слима Уондерерс», в его составе принимал участие в еврокубках и забил единственный гол своей команды в двухматчевом противостоянии с «Оденсе».
Позднее играл на родине за «Динабург» (Даугавпилс), рижские «Даугаву» и «РКБ-Арма». С «Даугавой» в 1997 году стал серебряным призёром чемпионата. С клубом «РКБ-Арма» в 2002 году стал победителем первой лиги и следующий сезон провёл в высшей лиге. Также выступал за таллинский ТФМК, с которым стал бронзовым призёром чемпионата Эстонии 2000 года и занял четвёртое место в споре бомбардиров (13 голов).
Выступал за сборную Латвии, стал участником её первого официального матча после восстановления независимости — 8 апреля 1992 года против Румынии. Всего в 1992—1997 годах сыграл 9 матчей за сборную. Стал автором одного гола — в своей второй игре, 12 июля 1992 года в игре Кубка Балтии против Литвы.